# エッグカップ

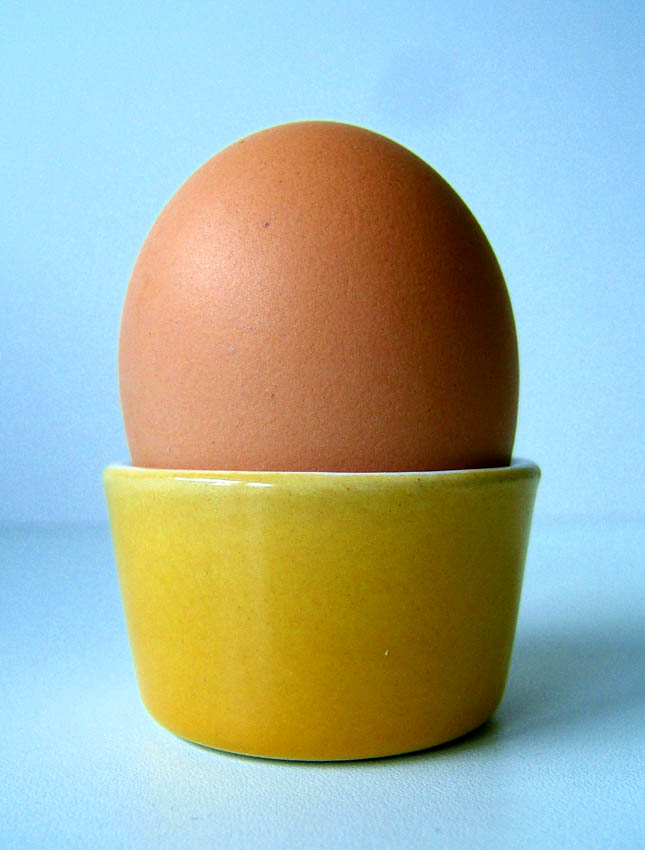
イケアのセラミック製のエッグ・カップ

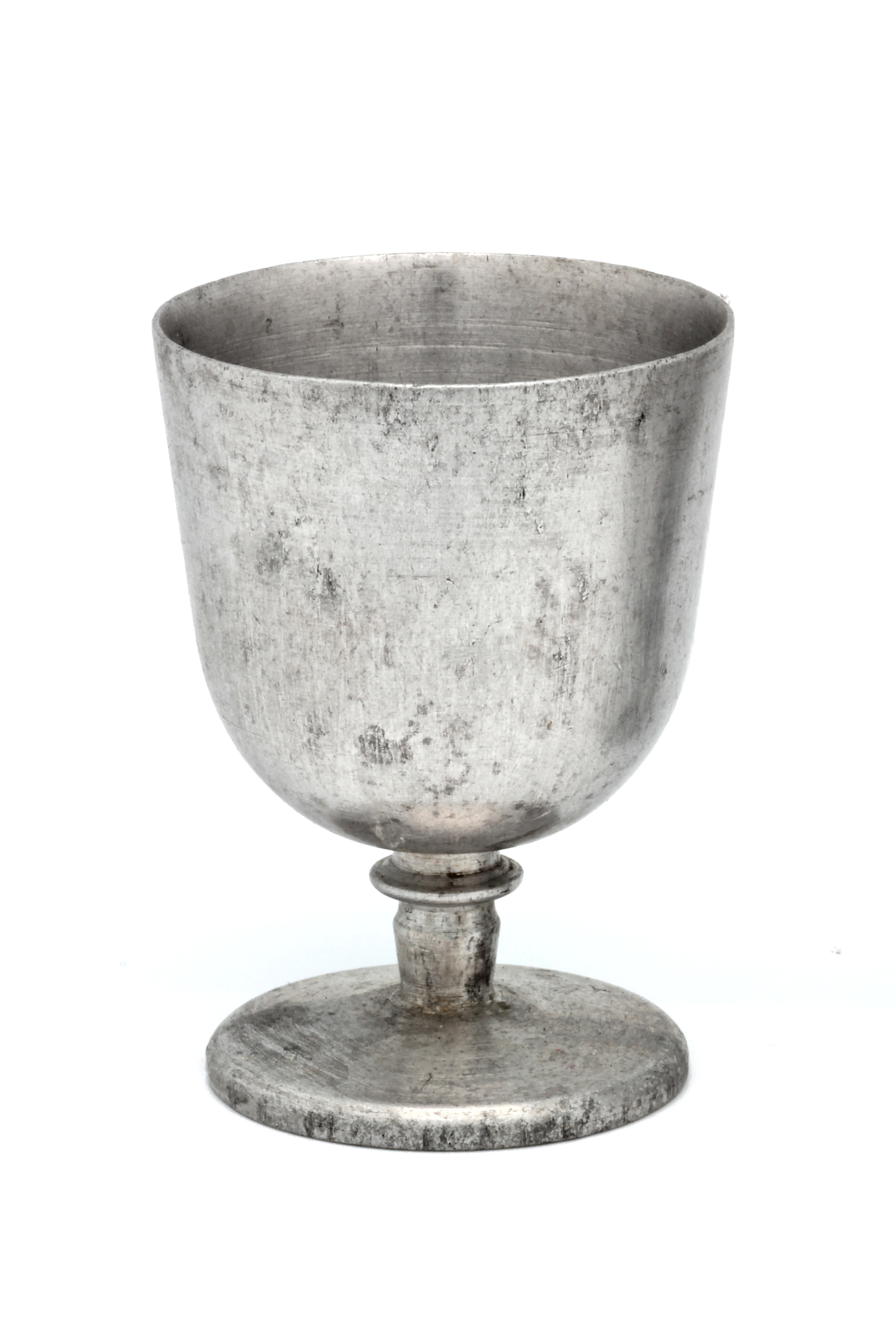
アルミニウム製のエッグ・カップ

エッグ・カップ（egg cup、エッグ・サーバーとも）は、卵を殻付きで食卓に提供するためのテーブルウェアである。
卵を保持するために上向きに凹んだ部分と平らな底の部分に分かれ、ベークライト、ガラス、プラスチック、磁器、陶器、金属、木材など様々な素材でつくられる。
中世ローマの上流階級ではすでにエッグ・カップがつかわれていた形跡がみられ、銀製のエッグ・カップがポンペイの遺跡でも発見されている。より一般的になったのはフランスとされ、特にルイ15世が食器としてポピュラーな存在にしたといわれる。ヴィクトリア朝時代の朝食には、トーストと並んでゆで卵が欠かせない料理になっていた。エッグ・カップにいれた卵の殻の先をスプーンかナイフで割り、中身をすくって食べたのである。そしてこの時代には卵に限らず様々な食材にそれ専用の容器がつくられていた。
現代ではエッグ・カップはコレクションアイテムでもあり、エッグ・カップの収集は英語でpocillovyと言うが、これは「小さな器」と「卵」を意味するラテン語に由来する。